# Broadland
Il Broadland è un distretto del Norfolk, Inghilterra, Regno Unito, con sede a Thorpe St Andrew.
Il distretto fu creato con il Local Government Act 1972, il 1º aprile 1974 dalla fusione dei distretti rurali di St. Faiths, Aylsham e parte di quello di Blofield and Flegg.

## Parrocchie civili
- Acle
- Alderford
- Attlebridge
- Aylsham
- Beeston St. Andrew
- Beighton
- Belaugh
- Blickling
- Blofield
- Booton
- Brampton
- Brandiston
- Brundall
- Burgh and Tuttington
- Buxton with Lammas
- Cantley
- Cawston
- Coltishall
- Crostwick
- Drayton
- Felthorpe
- Foulsham
- Freethorpe
- Frettenham
- Great and Little Plumstead
- Great Witchingham
- Guestwick
- Hainford
- Halvergate
- Haveringland
- Hellesdon
- Hemblington
- Hevingham
- Heydon
- Honingham
- Horsford
- Horsham St. Faith and Newton St. Faith
- Horstead with Stanninghall
- Lingwood and Burlingham
- Little Witchingham
- Marsham
- Morton on the Hill
- Old Catton
- Oulton
- Postwick with Witton
- Rackheath
- Reedham
- Reepham
- Ringland
- Salhouse
- Salle
- South Walsham
- Spixworth
- Sprowston
- Stratton Strawless
- Strumpshaw
- Swannington
- Taverham
- Themelthorpe
- Thorpe St. Andrew
- Upton with Fishley
- Weston Longville
- Woodbastwick
- Wood Dalling
- Wroxham